# 新城県 (呂梁市)
新城県（しんじょう-けん）は中華人民共和国山西省にかつて存在した県。現在の呂梁市交口県北西部に相当する。
南北朝時代、北魏により設置された嶺東県を前身とする。497年（太和21年）に新城県と改称された。627年（貞観元年）、唐朝により廃止された。